# Список университетов Ирака
Здесь приведён список университетов в Ираке.

## Государственные университеты

### УниверситетыБагдада
| № | Название                             | Год основания | Сайт  |
| - | ------------------------------------ | ------------- | ----- |
| 1 | Багдадский университет               | 1957          | [ 1 ] |
| 2 | Иракский технологический университет | 1975          | [ 2 ] |
| 3 | Иракский университет                 | 1989          | [ 3 ] |
| 4 | Нахраинский университет              | 1988          | [ 4 ] |
| 5 | Университет Аль-Мустансирия          | 1227          | [ 5 ] |
| 6 | Аль-нисур университетский колледж    | 2012          | [6]   |

### Университетыдругих городов
| №  | Название                | Город      | Год основания | Сайт   |
| -- | ----------------------- | ---------- | ------------- | ------ |
| 1  | Анбарский университет   | Эр-Рамади  | 1987          | [ 6 ]  |
| 2  | Вавилонский университет | Хилла      | 1991          | [ 7 ]  |
| 3  | Васитский университет   | Эль-Кут    | 2003          | [ 8 ]  |
| 4  | Дияльский университет   | Баакуба    | 1999          | [ 9 ]  |
| 5  | Кадисийский университет | Эд-Дивания | 1987          | [ 10 ] |
| 6  | Кербельский университет | Кербела    | 2002          | [ 11 ] |
| 7  | Киркукский университет  | Киркук     | 2003          | [ 12 ] |
| 8  | Куфинский университет   | Ан-Наджаф  | 2002          | [ 13 ] |
| 9  | Мисанский университет   | Эль-Амара  | 2007          | [ 14 ] |
| 10 | Мосульский университет  | Мосул      | 1967          | [ 15 ] |
| 11 | Тикритский университет  | Тикрит     | 1987          | [ 16 ] |
| 12 | Университет Аль-Мутанна | Эс-Самава  | 2007          | [ 17 ] |
| 13 | Университет Басры       | Басра      | 1964          | [ 18 ] |
| 14 | Университет Ти-Кар      | Насирия    | 2000          | [ 19 ] |

### УниверситетыКурдистана
| №  | Название                                 | Город      | Год основания | Сайт   |
| -- | ---------------------------------------- | ---------- | ------------- | ------ |
| 1  | Дахукский университет                    | Дахук      | 1992          | [ 20 ] |
| 2  | Джиханский университет                   | Эрбиль     | 2007          | [ 21 ] |
| 3  | Ишикский университет                     | Эрбиль     | 2008          | [ 22 ] |
| 4  | Салахаддинский университет               | Эрбиль     | 1981          | [ 23 ] |
| 5  | Сулейманский технологический университет | Сулеймания |               |        |
| 6  | Сулейманский университет                 | Сулеймания | 1968          | [ 24 ] |
| 7  | Хавлерский медицинский университет       | Эрбиль     | 2005          | [ 25 ] |
| 8  | Университет Коуа                         | Эрбиль     | 2003          | [ 26 ] |
| 9  | Университет Курдистан-Хавлер             | Эрбиль     | 2006          | [ 27 ] |
| 10 | Университет развития человека            | Сулеймания |               |        |

## Частные университеты

### УниверситетыБагдада
| №  | Название                                              | Год основания | Сайт   |
| -- | ----------------------------------------------------- | ------------- | ------ |
| 1  | Багдадский университетский колледж экономических наук | 1996          | [ 28 ] |
| 2  | Багдадский университетский фармацевтический колледж   | 2000          | [ 29 ] |
| 3  | Городской университетский колледж наук                | 2005          | [ 30 ] |
| 4  | Университетский колледж Аль-Мансур                    | 1988          | [ 31 ] |
| 5  | Университетский колледж Аль-Рафидаин                  | 1988          |        |
| 6  | Университетский колледж Аль-Рашид                     | 2004          | [ 32 ] |
| 7  | Университетский колледж Аль-Турах                     | 1988          | [ 33 ] |
| 8  | Университетский колледж Аль-Ярмук                     | 1996          | [ 34 ] |
| 9  | Университетский колледж Диджлай                       | 2004          | [ 35 ] |
| 10 | Университетский колледж Мамон                         | 1993          |        |
| 11 | Университетский колледж Шейх Мухаммед Аль-Касинзан    | 2005          |        |

### Университеты других городов
| № | Название                                          | Город      | Год основания | Сайт   |
| - | ------------------------------------------------- | ---------- | ------------- | ------ |
| 1 | Исламский университетский колледж                 | Ан-Наджаф  | 2004          |        |
| 2 | Университет Ахль аль-Байт                         | Кербела    | 2003          | [ 36 ] |
| 3 | Университетский колледж Аль-Мариф                 | Анбар      | 1993          |        |
| 4 | Университетский колледж Аль-Хадба                 | Мосул      | 1994          | [ 37 ] |
| 5 | Университетский колледж гуманитарных исследований | Ан-Наджаф  | 2005          |        |
| 6 | Университетский колледж Шат аль-Араб              | Басра      | 1993          | [ 38 ] |
| 7 | Университетский колледж Шейх Туси                 | Ан-Наджаф  | 2006          |        |
| 8 | Университет Аль-Кадисияха                         | Эд-Дивания | 1987          | [ 39 ] |

### УниверситетыКурдистана
| № | Название                           | Город      | Год основания | Сайт                   |
| - | ---------------------------------- | ---------- | ------------- | ---------------------- |
| 1 | Американский университет           | Сулеймания | 2007          | [ 40 ]                 |
| 2 | Британский Королевский университет | Эрбиль     | 2009          | [ 41 ]                 |
| 3 | Новрузский университет             | Дахук      | 2004          | [ 42 ]                 |
| 4 | Университет бизнеса и менеджмента  | Эрбиль     | 2007          | [ 43 ]                 |
| 5 | Knowledge University               | Erbil      | 2009          | https://www.knu.edu.iq |